# Премія імені Андрія Сахарова за журналістику, як вчинок
Премія імені Андрія Сахарова «За журналістику як вчинок» — російська премія, заснована в 2001 році. Засновник премії — правозахисник і підприємець Петро (Пітер) Вінс (нар. 1956 в Києві). Беззмінний голова журі — Олексій Симонов. До журі входять відомі журналісти, правозахисники, соціологи Росії, журналісти з Іспанії, Австрії, США.
Премія імені Андрія Сахарова «За журналістику як вчинок» присуджується російським журналістам за матеріали, які стають продовженням життєвої позиції авторів, що послідовно втілювалася в роботі на високому професійному рівні, і які відстоюють ті цінності, які відстоював А. Д. Сахаров.
Висування претендентів здійснюють редакції газет і журналів і громадяни Росії. Журі конкурсу з претендентів обирає голосуванням п'ятьох номінантів премії. Лауреат обирається з номінантів більшістю голосів членів журі і оголошується на церемонії вручення премії.
Премія вручається 10 грудня щорічно — в День прав людини. Розмір премії в 2012 році склав 5 000 доларів США для лауреата та по 500 доларів для номінантів.
З 2005 року громадським некомерційним Фондом захисту гласності щорічно видається збірка публікацій переможців та фіналістів премії.

## Претенденти та лауреати
Переможцями конкурсу та членами журі в різні роки були такі журналісти, як Ельвіра Горюхина, Анна Політковська, Галина Ковальська, Отто Лацис, Тетяна Сєдих та інші.
Серед фіналістів та номінантів конкурсу — Андрій Піонтковський, Борис Вишневський, Зоя Свєтова, Наталя Радулова, Михайло Ходорковський, Тетяна Локшина, Василь Мельниченко та багато інших.